# Everett Helm
Pour les articles homonymes, voir Helm (homonymie).
Everett Burton Helm est un compositeur, musicologue et critique musical américain, né le 17 juillet 1913 à Minneapolis et mort le 25 juin 1999 à Berlin,.

## Biographie
Il a fait ses études à Harvard, a soutenu une thèse de doctorat en 1939, puis a obtenu une bourse pour aller étudier avec Gian Francesco Malipiero en Italie, ainsi qu'avec Ralph Vaughan Williams en Angleterre. Il a aussi été l'élève d'Alfred Einstein. Il a été le directeur du département de musique du Western College d'Oxford, dans l'Ohio. 
En 1948, il a été nommé directeur de la musique pour l'armée américaine installée en Allemagne. Il a participé alors à la Darmstadt New Music Summer School, qui a donné une place importante à la musique classique contemporaine. Par la suite, il a participé régulièrement à cet évènement à Darmstadt dans les décennies suivantes.
De 1950 à 1970, il a travaillé comme critique musical en Allemagne, pour le New York Times, le San Francisco Chronicle et Musical America. Il composait aussi pendant cette période. L'orchestre philharmonique de Berlin a soutenu et interprété son premier concerto pour piano en 1951. La même année, son opéra Adam et Eve a été interprété au Hessisches Staatstheater de Wiesbaden. En 1956, il a composé l'opéra The Siege of Tottenburg.
Il a écrit des biographies et des études sociologiques.

## Publications
- L'Opera di Gian Francesco Malipiero, saggi di scrittori italiani e stranieri, dirigé par Guido Pannain, 1952.
- Théâtre musical contemporain, congrès international, Hambourg, 16-23 juin 1964, exposés pour le congrès, 1964.
- Béla Bartók : in Selbstzeugnissen und Bilddokumenten, Hambourg, Rowohlt Taschenbuch Verlag, 1965[4].
- Composer, performer, public, a study in communication, Florence, L. S. Olschki, 1970.
- Musique et technologie, dirigé par Minao Shibata, avec Pierre Schaeffer, 1971.
- Le Compositeur, l'interprète, le public : une étude d'intercommunication, Florence, L.S. Olschki, 1972.
- Franz Liszt : in Selbstzeugnissen und Bilddokumenten, Hambourg, Rowohlt Taschenbuch Verlag, 1972.
- Piotr Ilitch Tchaikovski : in Selbstzeugnissen und Bilddokumenten, Hambourg, Rowohlt Taschenbuch Verlag, 1976.